# Skräddartjärnen, Gästrikland
Skräddartjärnen är en sjö i Sandvikens kommun i Gästrikland och ingår i Gavleåns huvudavrinningsområde.